# Myotis auriculus
Myotis auriculus — вид роду Нічниця (Myotis).

## Поширення, поведінка
Країни поширення: Гватемала, Мексика (штат Халіско, Веракрус), США (Аризона, Нью-Мексико). Мешкає від низовин до 2200 м. Цей вид був узятий в мокрих сосново-дубових лісах; також у різних середовищах проживання, включаючи пустельний чагарник, сухий ліс і ліс жовтої сосни. Лаштує сідала в будівлях, шахтах і печерах. Діяльність зазвичай починає з 1 по 2 години після заходу сонця.